# Karl Bolle
Karl Bolle (20 de Junho de 1893 – 9 de Outubro de 1955) foi um piloto alemão que combateu na Primeira Guerra Mundial. Foi o último comandante da prestigiada Jasta Boelcke e abateu 36 aeronaves inimigas, o que fez dele um ás da aviação. No pós-guerra tornou-se num instrutor de voo e foi conselheiro da Luftwaffe antes e durante a Segunda Guerra Mundial.